# والتر كيرن
والتر كيرن (بالإنجليزية: Walter Kirn)‏ (3 أغسطس 1962، آكرون في الولايات المتحدة)؛ كاتب وروائي أمريكي.

## روابط خارجية
- والتر كيرن على موقع IMDb (الإنجليزية)
- والتر كيرن على موقع قاعدة بيانات الفيلم (الإنجليزية)